# Galonki (województwo łódzkie)
Galonki – wieś w Polsce położona w województwie łódzkim, w powiecie radomszczańskim, w gminie Dobryszyce.

## Historia
W latach 1975–1998 miejscowość administracyjnie należała do województwa piotrkowskiego.